# Brian (prénom)
Pour les articles homonymes, voir Brian.
Brian est un prénom masculin d'origine celtique.

## Étymologie
Le prénom Brian vient de bri qui signifie « autorité », « élévation » ou « noblesse », racine que l'on trouve également dans Briac et Brieuc ainsi que dans le proto-brittonique brigonos (gaulois brîgo).

## Date de fête
On fête ce prénom le 18 décembre comme Briag.
Parmi la communauté des fans des Monty Python, la Saint Brian est célébrée en référence au film La Vie de Brian. Une semaine avant Noël, la Fête de la Saint Brian en reprend les codes en les détournant dans l'esprit parodique des Monty Python : réunion des convives, préparation d'un plat de fromage fondu (type Welsh ou Poutine), et échange de cadeaux absurdes et inutiles ayant un rapport plus ou moins direct avec le Royaume-Uni. Dans les faits, elle est l'occasion d'un « repas de Noël » entre amis avant des festivités plus traditionnelles et généralement familiales.

## Variantes et formes dérivées
On rencontre les formes masculines Brayan, Brayane, Brayann, Briand, Briac, Bryan, Brett et Bryan, voire Bryant (Kobe, NBA), et les formes féminines Briana, Brianna, Brianne, Briagenn, Brivaëlle et Bryana.

## Personnes portant ce prénom
- Pour l'ensemble des articles sur les personnes portant ce prénom, consulter :
  - la liste des articles dont le titre commence par ce prénom
  - les listes produites par Wikidata : Liste des personnes de prénom « Brian » — même liste en incluant les éventuels prénoms composés qui contiennent « Brian ».